# Piotr Yu Chŏng-nyul
Św. Piotr Yu Chŏng-nyul (ko. 유정률 베드로) (ur. 1836 w Korei – zm. 17 lutego 1866 w Pjongjangu) – koreański katechista, męczennik, święty Kościoła katolickiego.
Yu Chŏng-nyul został w młodym wieku osiercony. Był bardzo biedny i zarabiał na życie produkując buty ze słomy. Przejawiał zamiłowanie do hazardu. Pomiędzy 1863 a 1864 poznał religię katolicką. W 1864 udał się do Seulu, gdzie został ochrzczony przez biskupa Berneux. Na chrzcie otrzymał imię Piotr. Po tym wydarzaniu zmienił swój tryb życia, porzucił hazard, zaczął dobrze traktować swoją żonę oraz podjął praktyki pokutne. Jego przykład spowodował nawrócenie wielu osób.
W 1866 w Korei miały miejsca antykatolickie prześladowania. Piotr Yu Chŏng-nyul został aresztowany podczas wizyty w stacji misyjnej Kodunni, następnie zabrano go do więzienia w Pjongjang. Torturami próbowano go zmusić do wyrzeczenia się wiary. Został stracony 17 lutego 1866 r. w więzieniu w Pjongjang. Następnie jego ciało wrzucono do rzeki Taedong-gang. W nocy zabrała je jego żona i pochowała.
Dzień jego wspomnienia przypada 20 września (w grupie 103 męczenników koreańskich).
Beatyfikowany 6 października 1968 roku przez Pawła VI, kanonizowany 6 maja 1984 roku przez Jana Pawła II w grupie 103 męczenników koreańskich.